# Cartonatoni Disney
I Cartonatoni Disney sono una serie di 29 libri pubblicati dalla Arnoldo Mondadori Editore che raccolgono alcune delle migliori storie a fumetti dei personaggi della Disney.
Alcuni volumi sono stati pubblicati in due edizioni, con alcune differenze tra di esse.

## Elenco
La data tra parentesi è relativa all'anno della prima pubblicazione.
- Io, Topolino (1970) - 1ª edizione; (1980) - 2ª edizione
- Io, Paperino (1971) - 1ª edizione; (1979) - 2ª edizione
- Io, Paperone (1972)  - 1ª edizione; (1979) - 2ª edizione
- Magic Moments (1973)
- Paperino 365 sketches 1936-1945 storie per un anno (1975)
- Topolino 365 sketches 1932-1942 storie per un anno (1977)
- Noi, Qui Quo Qua (1978)
- Le grandi storie di Topolino (1979)
- Io, Pippo (1980)
- Topolino (1935) (1980)
- Io, Paperinik (1981)
- Noi Due - Paperino e Paperina (1982)
- Noi Due - Topolino e Minni (1983)
- Paperino il Grande (1984)
- Io & Pippo (1985)
- Io e Pluto (1986)
- Silly Symphonies (1987)
- Le grandi favole a fumetti (1988)
- Topolino - Negli anni di fuoco 1939-1944 (1989)
- Io, Amelia la strega che ammalia (1990)
- Io, Eta Beta (1991)
- Paperino mille e 92 strips (1992)
- Io, Fratel Coniglietto (1993)
- Topolino - Giorno dopo giorno 1950-1953 (1994)
- Paperino - 1072 paperinate in tempi di autarchia (1994)
- Topolino - Carosello di avventure (1995)
- Paperino - Un triennio di strips-DOC (1996)
- Paperino - Le mie allegre domeniche (1996)
- Paperino - Affari di famiglia (1997)

## Io, Topolino
Io, Topolino  contiene al suo interno alcune storie che vedono protagonista Topolino. Vi furono due edizioni, entrambe con alcuni articoli scritti da Mario Gentilini.

### Prima edizione (1970-1977)
Il libro venne pubblicato nell'ottobre del 1970 e ne furono realizzate otto ristampe fino al settembre del 1977, fino all'esaurimento delle scorte:
- Topolino nella valle infernale
- Topolino alle prese con il purosangue Piedidolci
- Topolino poliziotto e Pippo suo aiutante
- Topolino contro il pirata e contrabbandiere Gambadilegno
- Topolino nel paese dei Califfi
- Topolino e Pluto corridore
- Topolino giornalista
- Topolino e il tesoro di Clarabella
- Topolino e il misterioso "S" flagello dei mari
- Topolino agente della polizia segreta
- Topolino contro Robin Hood
- Topolino nella casa dei fantasmi
- Topolino e il mistero dell'uomo nuvola
- Topolino e il gorilla Spettro
- Oro! Nuove avventure di Topolino nel West

### Seconda edizione (1980-1997)
La seconda edizione vide luce nel settembre del 1980 e fu deciso che alcune storie non comparissero, in stampa sino al 1997:
- Topolino nel paese dei Califfi
- Topolino e Pluto corridore
- Topolino giornalista
- Topolino e il tesoro di Clarabella
- Topolino e il misterioso "S" flagello dei mari
- Topolino agente della polizia segreta
- Topolino contro Robin Hood
- Topolino nella casa dei fantasmi
- Topolino e il mistero dell'uomo nuvola
- Oro! Nuove avventure di Topolino nel West

## Io, Paperino
Io, Paperino è invece incentrato sul personaggio di Paperino.
Edito per la prima volta nel 1971 dalla Mondadori, ebbe in totale 4 ristampe, alla creazione hanno contribuito sia Mario Gentilini che Piero Zanotto.
La seconda edizione uscì nel settembre del 1979, e alcune storie presenti nell'edizione precedente vennero eliminate. Furono realizzate complessivamente sei ristampe fino al 1997.

### Prima edizione (1971-1979)
- Paperino e l'oro gelato
- Paperino e il mistero degli Incas
- Paperino e il feticcio
- Paperino e le tigri reali
- Paperino e il tesoro dei vichinghi
- Paperino e il sentiero dell'unicorno
- Paperino e il paese dei totem
- Paperino e la scavatrice
- Paperino e la clessidra magica
- Paperino e le spie atomiche
- Paperino e il ventino fatale
- Paperino e la disfida dei dollari
- Paperino e il cimiero vichingo
- Paperino contro l'uomo d'oro
- Paperino e il tesoro delle sette città
- Paperino e il vello d'oro

### Seconda edizione (1979-1997)
- Paperino e il sentiero dell'unicorno
- Paperino e il paese dei totem
- Paperino e la scavatrice
- Paperino e la clessidra magica
- Paperino e le spie atomiche
- Paperino e il ventino fatale
- Paperino e la disfida dei dollari
- Paperino e il cimiero vichingo
- Paperino contro l'uomo d'oro
- Paperino e il tesoro delle sette città
- Paperino e il vello d'oro

## Io, Paperone
Io, Paperone è il terzo libro della serie, e contiene alcune storie della Disney che hanno per protagonista Paperon de' Paperoni.
Curato da Mario Gentilini ed impaginato da Ercole Arseni, il libro venne pubblicato nell'ottobre del 1972 e ne furono realizzate quattro ristampe fino al marzo del 1978, quando il libro divenne fuori catalogo.
Nell'agosto 1979 ne fu editata una seconda edizione con molte differenze dalla prima: 191 pagine invece delle 276, in quanto alcune storie non furono ripubblicate.
Di questa seconda edizione furono stampate almeno cinque ristampe fino al 1997, quando il libro non fu più stampato e divenne fuori catalogo.
In entrambe le edizioni, le storie sono precedute da Paperon de' Paperoni, il più clamoroso degli avari, un articolo scritto da Piero Zanotto ed accompagnato da foto di Barks, riproduzioni delle prime copertine di Walt Disney's Comics and Stories e i fotogrammi raccontati del cartone animato Paperone e il denaro.

### Prima edizione (1972-1978)
- Il Natale di Paperino sul Monte Orso
- Zio Paperone e il segreto del Vecchio Castello
- Zio Paperone e la luna a 24 carati
- Zio Paperone e il campionato dei quattrini
- Zio Paperone magnate del petrolio
- Zio Paperone e la barca d'oro
- Zio Paperone e la fattucchiera
- Zio Paperone e la caverna di Alì Babà
- Zio Paperone e la cassaforte di cristallo
- Zio Paperone snob di società
- Zio Paperone e l'inespugnabile deposito
- Zio Paperone e la corona dei Maya
- Zio Paperone e il tappeto volante
- Zio Paperone e il Lawrence d'Arabia
- Zio Paperone a caccia di fantasmi
- Zio Paperone e la meraviglia scientifica
- Zio Paperone nel nord dello Yukon
- Zio Paperone tutto per la concessione
- Zio Paperone e i misteri della cattedrale
- Zio Paperone e il castello del duca pazzo
- Zio Paperone e il tesoro di Marco Polo
- Paperino e l'oro del pirata

### Seconda edizione (1979-1997)
- Il Natale di Paperino sul Monte Orso
- Zio Paperone e il segreto del Vecchio Castello
- Zio Paperone e la luna a 24 carati
- Zio Paperone e il campionato dei quattrini
- Zio Paperone magnate del petrolio
- Zio Paperone e la barca d'oro
- Zio Paperone e la fattucchiera
- Zio Paperone e la caverna di Alì Babà
- Zio Paperone e la cassaforte di cristallo
- Zio Paperone snob di società
- Zio Paperone e l'inespugnabile deposito
- Zio Paperone e la corona dei Maya
- Zio Paperone e il tappeto volante
- Zio Paperone e il Lawrence d'Arabia
- Zio Paperone a caccia di fantasmi
- Zio Paperone e la meraviglia scientifica

## Noi, Qui Quo Qua
Noi, Qui Quo Qua è il settimo libro della serie, dove sono elencate storie che vedono per protagonisti i tre nipoti di zio Paperino: Qui, Quo, Qua. Composto da 192 pagine contiene un articolo redatto da Piero Zanotto.
Dalla sua prima pubblicazione (ottobre del 1978) vennero poi effettuate otto ristampe, dopo il 1997 non venne più dato alle stampe.

### Storie
Elenco delle storie contenute:
- Paperino e l'anello maledetto
- Paperino e il terrore di Golasecca
- Paperino e il "fantasma della grotta"
- Paperino sceriffo di Valmitraglia
- Paperino e l'isola misteriosa
- Paperino e la sposa persiana
- Paperino nel tempo che fu
- Paperino e le forze occulte
- Paperino e i buoni compagni
- Zio Paperone e il tesoro della regina
- Paperino e la fonte della giovinezza
- Zio Paperone e l'arcipelago dei piumati
- Paperino e la palude senza ritorno
- Zio Paperone e la regina dei dinghi